# Ouro-Diako
Ouro-Diako est une commune située dans le département de Boundoré, dans la province du Yagha, région du Sahel, au Burkina Faso.